# Wild Life (singolo)
Wild Life è un singolo del gruppo musicale statunitense OneRepublic, pubblicato il 25 settembre 2020 come unico estratto dalla colonna sonora Clouds (Music from the Disney+ Original Movie).

## Descrizione
Si tratta del brano principale del film Nuvole, incentrato sulla vita del musicista Zach Sobiech, scomparso nel 2013 all'età di 18 anni.

## Video musicale
Il video, diretto da Christian Lamb, è stato reso disponibile il 10 novembre 2020 attraverso il canale YouTube del gruppo e mostra scene del film alternate al frontman Ryan Tedder intento a cantare il brano.

## Tracce
1. Wild Life – 4:27

## Classifiche
| Classifica (2020) | Posizione massima |
| ----------------- | ----------------- |
| Belgio (Vallonia) | 69                |